# Vanja Brcic
Vanja Brcic en kroatisk amatörastronom.
Minor Planet Center listar honom som V. Brcic och som upptäckare av 2 asteroider. Båda tillsammans med landsmannen Korado Korlević.

## Lista över upptäckta mindre planeter och asteroider
| 11604 Novigrad [A]                          | 21 oktober 1995 |
| (48641) 1995 UA1 [A]                        | 20 oktober 1995 |
| Upptäckt tillsammans med: A Korado Korlević |                 |